# Нове Остапове
Нове́ Остапове — село в Україні, у Решетилівській міській громаді, Миргородського району, Полтавської області. Населення станом на 2001 рік становило 284 особи. До 2020 року орган місцевого самоврядування — Остап'ївська сільська рада.

## Географія
Село Нове Остапове знаходиться на правому березі річки Псел, вище за течією примикають села Остап'є та Підгір'я, на протилежному березі — село Каленики. Річка в цьому місці звивиста, утворює лимани, стариці (Ламана) та заболочені озера.
Село Нове Остапове розташоване за 38 км від селища Велика Багачка. Найближча залізнична станція Сагайдак — за 35 км.

## Історія
Село Нове Остапове виникло на початку XX століття і входило до Остапівської волості Хорольського повіту Полтавської губернії.
Станом на 1 лютого 1925 року Нове Остапове належало до Остапівського району Лубенської округи. З 1930 року — до Великобагачанського району.
У 1932–1933 роках внаслідок Голодомору, проведеного радянським урядом, у селі загинуло 16 мешканців.
З 14 вересня 1941 по 20 вересня 1943 року село Нове Остапове перебувало під німецькою окупацією.
12 червня 2020 року, відповідно до розпорядження Кабінету Міністрів України № 721-р «Про визначення адміністративних центрів та затвердження територій територіальних громад Полтавської області», село увійшло до складу Решетилівської міської громади.
19 липня 2020 року, в результаті адміністративно — територіальної реформи та ліквідації Великобагачанського району, село увійшло до складу новоутвореного Полтавського району Полтавської області.

## Економіка
- Молочно-товарна та птахо-товарна ферми